# 山中卓
山中 卓（やまなか たかし、1927年8月31日 - 2004年1月11日）は、日本の実業家。元横河電機会長。

## 人物
第六高等学校 (旧制)を経て、1951年京都大学工学部卒業、横河電機製作所(現・横河電機)入社。横河電機取締役システム機器事業部長等を経て、1988年横河電機社長。1993年横河電機会長。1997年退任。
1993年に藍綬褒章、1999年に勲二等瑞宝章を受章。2004年1月11日、肺炎のため死去。

## 関連人物
- 横河正三
- 美川英二
- 海堀周造
- 黒須聡